# Тети Фамоласи (Кунео)
Тети Фамоласи је насеље у Италији у округу Кунео, региону Пијемонт.
Према процени из 2011. у насељу је живело 23 становника. Насеље се налази на надморској висини од 306 м.